# Leigh Sports Village
Il Leigh Sports Village è uno stadio calcistico inglese situato nella città di Leigh.

## Storia
Nel 2022 ospiterà il Campionato europeo femminile di calcio